# 엔테로톡신
엔테로톡신 (또는 장내독소(腸內毒素), 장독소, enterotoxin)은 미생물에 의해 분비되는 장(腸)을 목표로 하는 외(外)독소(exotoxin) 단백질이다. 
엔테로톡신은 염색체에서 부호화되는 외독소로 이는 몇가지 세균에서 생산되고 분비된다. 이들은 대개 내열성이며 적은 분자량을 가지며 수용성이다. 엔테로톡신은 종종 세포독성을 가지며, 장벽의 점막 (상피) 세포의 가장자리 막 투과성을 바꿔서 세포를 죽인다. 이들은 대개 구멍 형성 독소(대개 염소(chloride) 구멍)이며, 세균에 의해 분비되고 세포막에 구멍을 형성하기 위해 모인다. 이것이 세포를 죽게 만든다.

## 임상적 중요성
엔테로톡신은 특히 장관에 작용하여 구토, 설사, 복통을 일으키는 뚜렷한 효과가 있다.
이 막의 구멍은 세포내 증가한 cAMP나 증가한 칼슘이온 농도에 따라 활성화된다.
구멍형성은 장의 관내강 내용물의 삼투압에 직접적인 효과를 가진다.
증가한 염소 투과도는 내강(lumen)으로의 누출에 이르고 뒤이어 소듐과 물의 이동이 일어난다.
이에 따라 엔테로톡신을 섭취한지 몇 시간 지나지 않아 분비성 설사가 일어난다.
황색 포도상구균(Staphylococcus aureus)이나 대장균(E. coli) 같은 몇 가지 미생물은 이런 효과를 일으키기 위해 필요한 엔테로톡신을 가진다.

## 엔테로톡신의 분류와 3차원적 구조

### 세균성 엔테로톡신
포도상구균성 엔테로톡신과 연쇄상 구균의 발열성 외독소는 생물학적으로 그리고 구조적으로 하나의 과(科, family)로서 연관된 독소이며, 이는 황색 포도상구균(Staphylococcus aureus)과 화농성연쇄상구균(Sterptococcus pyogenes)에 의해 만들어진다. 이 독소들은 그들 숙주 세포의 MHC 단백질에 결합하는 능력을 지닌다. 이 과(科)의 먼 친척쯤 되는 것으로 황색포도상구균 독소 충격 증후군 (toxic shock syndrome) 독소가 있으며, 이 독소는 그룹과 시퀀스상의 유사성이 낮다.
이 종류의 독소들은 모두 분자내에 유사한 두 개의 도메인 접합(N과 C 말단 도메인)을 긴 알파 사슬안에서 가지며, 특징적인 베타-원통구조는 “올리고당/올리고핵산염 접합(oligosaccharide/oligonucleotide)” 이라고 불리며, 이는 N말단 도메인과 C말단 도메인의 베타-손잡이방향 모티프(beta-grasp motif)에 있다. 예로는 엔테로 톡신 타입 B가 있다. 각각의 초항원(superantigen)은 MHC 클래스 II 분자 또는 T세포 수용체와 반응할 때 약간씩 다른 결합 방식을 가진다. 
베타-손잡이방향 도메인은 SCOP 데이터베이스에 의해 확인된 바에 따르면 면역글로불린 결합 도메인, 유비퀴틴, 2Fe-2 S 페레독신과 번역개시인자 3 등에 있는 베타-손잡이 방향 모티프와 구조적 유사성을 보인다.
- Clostridium difficile
- Clostridium perfringens (Clostridium perfringens enterotoxin)[5]
- Vibrio cholerae (Cholera toxin)[6]
- Staphylococcus aureus (Staphylococcal Enterotoxin B)[7]
- Yersinia enterocolitica
- Shigella dysenteriae (Shiga toxin)[6]

### 바이러스성 엔테로톡신
- Rotavirus (NSP4)

## 같이 보기
- 외독소